# ريكاردو آزيفيدو
ريكاردو آزيفيدو هو لاعب كرة الماء برازيلي، ولد في 24 أغسطس 1956 في ريو دي جانيرو في البرازيل.